# Wakeford Nunatak
Wakeford Nunatak är en nunatak i Antarktis. Den ligger i Östantarktis. Australien gör anspråk på området. Toppen på Wakeford Nunatak är 721 meter över havet.
Terrängen runt Wakeford Nunatak är lite kuperad, och sluttar norrut. Trakten är obefolkad. Det finns inga samhällen i närheten. 